# Центр Картера
Центр Картера (вариант именования — Картеровский центр; англ. The Carter Center) — неправительственная некоммерческая организация, основанная в 1982 году бывшим президентом США Джимми Картером, вскоре после его поражения на президентских выборах в США в 1980 году.

## История
Проект создания центра был осуществлён Джимми Картером и его женой Розалин Картер в партнёрстве с Университетом Эмори. Центр базируется в общем здании и примыкает к библиотеке и музею Джимми Картера, которые расположены на 37 акрах (150 000 м²) парковой зоны (на месте снесенного района Копенхилл) в двух милях (3 км) от центра Атланты, штат Джорджия.
Центр основанный в 1982 году был открыт в 1986 году, его первым руководителем (в качестве исполнительного директора) стал Уильям Фейги.
Библиотека и музей Джимми Картера принадлежат и управляются Национальным управлением архивов и документации США, а центром управляет попечительский совет, состоящий из руководителей бизнеса, преподавателей, бывших государственных чиновников и филантропов.
Основными направлениями деятельности центра являются: права человека, разрешение конфликтов, мониторинг выборов, общественное здравоохранение, искоренение инфекционных заболеваний, психическое здоровье.